# Caligraph 2
 (mai 2016).
Si vous disposez d'ouvrages ou d'articles de référence ou si vous connaissez des sites web de qualité traitant du thème abordé ici, merci de compléter l'article en donnant les références utiles à sa vérifiabilité et en les liant à la section « Notes et références ».

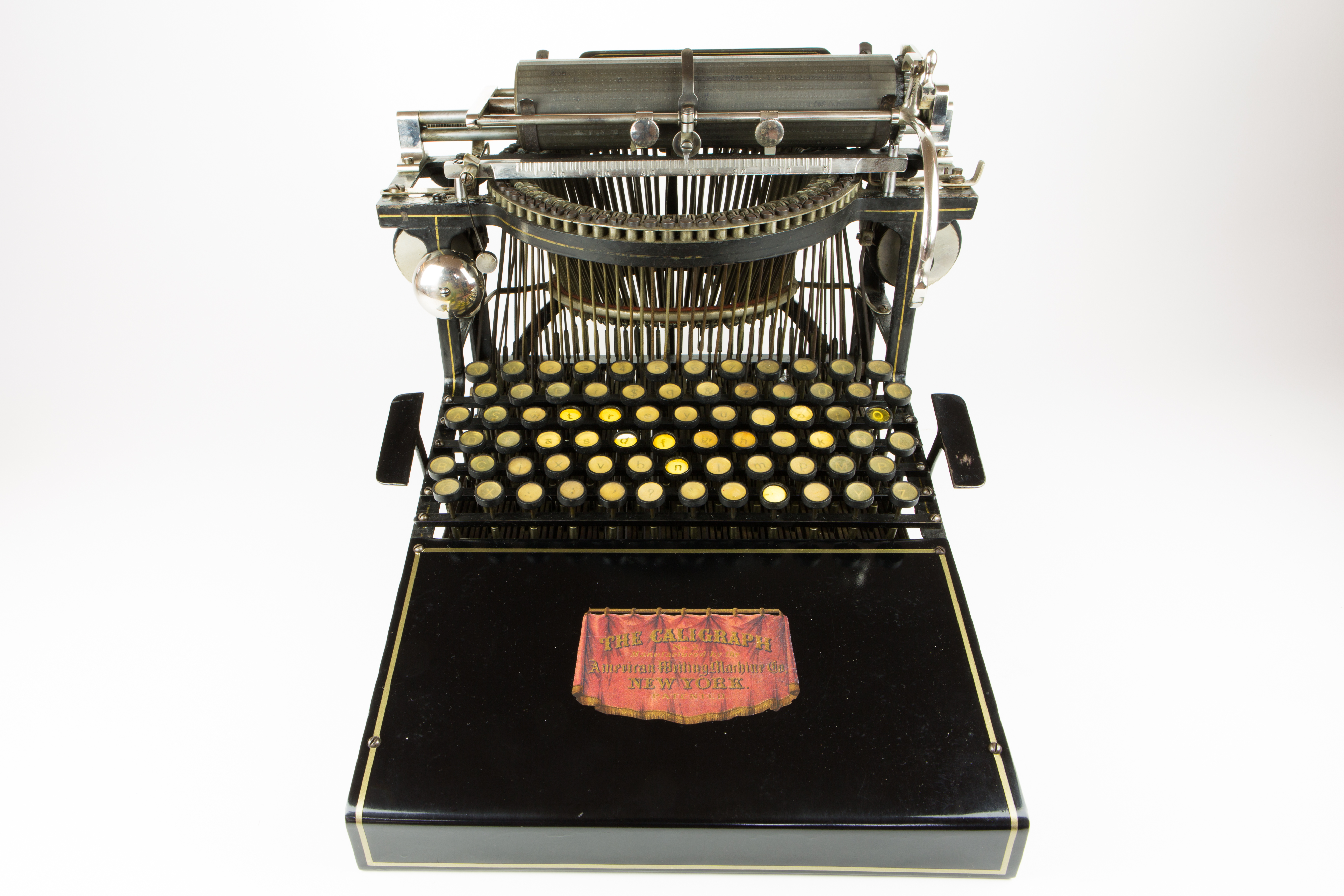
Caligraph n°2. Vue d'ensemble

La Caligraph 2 est une machine à écrire produite par l'American Writing Machine Company à partir de 1882, deux ans après la Caligraph 1.
C'est la première machine à posséder un double clavier ; un clavier à touches noires pour les majuscules et un clavier à touches blanches pour les minuscules. Nul besoin d'une touche « majuscule/minuscules ».
Dans un article de mars 1889, la revue Scientific American décerne un satisfecit à la Caligraph 2 car elle permet de taper majuscules ou minuscules d'un seul geste, sans l'usage d'une touche supplémentaire.
Comme sa sœur, la Caligraph 1, c'est une machine à frappe invisible. L'opérateur ne voit pas le résultat de sa frappe avant que le papier n'ait avancé de quelques lignes, ou sans basculer le chariot monté sur charnières. Les barres à caractères frappent sous le rouleau.

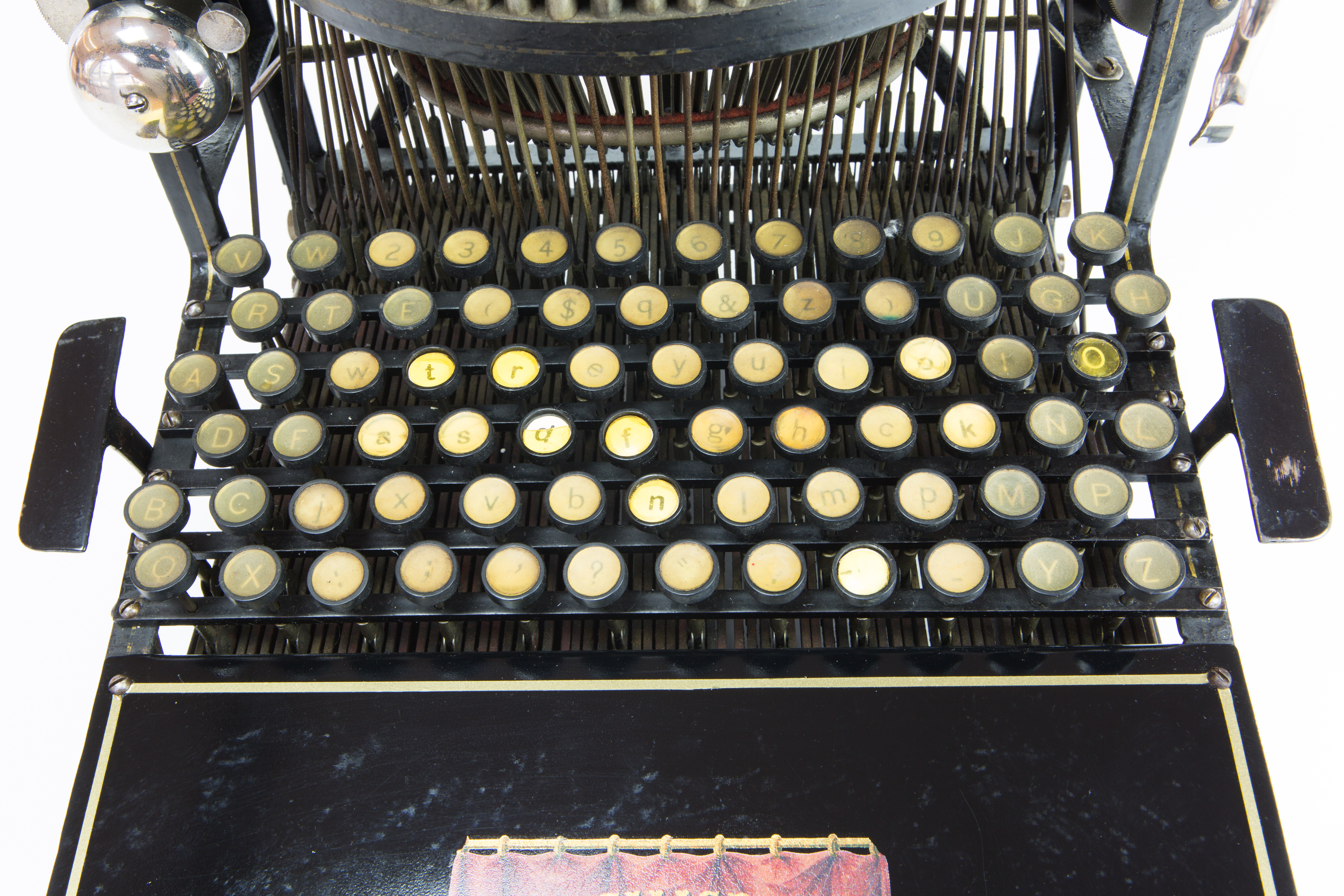
Caligraph n°2. Détail du clavier

## Autres machines de la même marque
- Caligraph 1

## Sources
- (en) The Virtual Typewriter Museum: Caligraph 2
- (en) Antique typewriters: Caligraph 2